# A&M唱片
A&M唱片是美国唱片公司，于1962年由赫伯·阿尔佩和杰瑞·莫斯创立。由于A&M发行唱片的成功，该公司引起了人们的兴趣，并于1989年被宝丽金（PolyGram）收购，开始从英国发行宝丽多唱片公司的唱片。在整个运营过程中，A&M签约了许多知名的艺人，如Dishwalla、喬·科克爾、普洛柯哈伦、船长与塔妮尔、保罗·威廉姆斯、斯汀、超级流浪汉、布莱恩·亚当斯、伯特·巴卡拉克、丽莎·明内利、卡朋特乐队、昆西·琼斯、珍妮·杰克逊、卡特·史蒂文斯、彼得·弗兰普顿、卡洛尔·金、冥河合唱团（Styx）、艾米·格兰特、琼·拜亚、人类联盟、警察乐队、蓝调旅者、声音花园、黛菲、亞當·李維和雪瑞儿·可洛。
宝丽金于1998年被Seagram收购并合并为环球音乐集团。1999年1月，A&M与格芬唱片公司和新视镜唱片合并，成立了唱片公司Interscope Geffen A&M Records后，A&M的业务就停止了。
2007年，Interscope Geffen A&M宣布恢复A&M作为商标和品牌的地位，并将与Octone Records合并后成立A&M Octone Records，该公司一直运营到2013年，直到A&M Octone被并入新视镜唱片。如今，A&M的目录发行由神韵唱片、Universal Music Enterprises和新视镜唱片管理。

## 历史

### 创立
A&M唱片由赫伯·阿尔佩和杰瑞·莫斯（Jerry Moss）于1962年成立。他们最初选择的名称是Carnival Records（嘉年华唱片公司），在该名称下发行了两张单曲后，他们发现另一家公司已经使用了Carnival这个名称。该公司随后以阿尔佩和莫斯（Moss）的缩写更名为A&M。从1966年到1999年，公司的总部位于好莱坞日落大道附近的北拉布雷亚大道1416号，历史悠久的查理·卓别林制片厂（Charlie Chaplin Studios）的场地上。

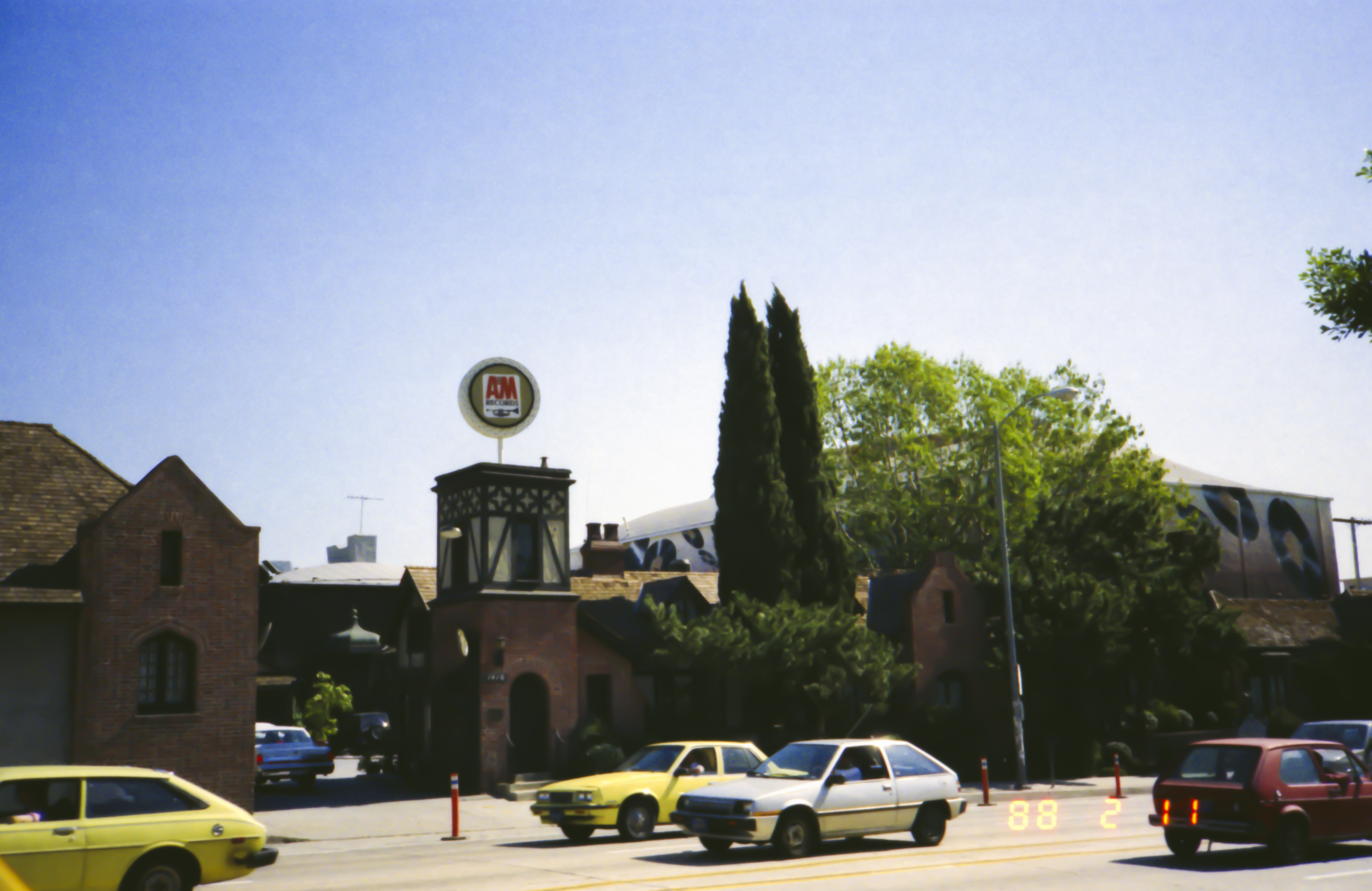
A&M工作室大门，1988年

在20世纪60年代和70年代，A&M的艺人包括巴哈·马林巴乐队、伯特·巴卡拉克、Sergio Mendes & Brasil '66、the Sandpipers、Boyce and Hart、We Five、卡朋特乐队、克里斯·蒙特茲、埃尔基·布鲁克斯、李·迈克尔斯、船长与塔妮尔、飞饼兄弟、昆西·琼斯、露西尔·斯塔尔、Stealers Wheel、Gallagher and Lyle、巴里·德·伏尔松、Perry Botkin Jr.、马克·班诺、丽莎·明内利、麗塔·考里奇、吉诺·范内利、维斯·蒙哥马利、保罗·戴斯蒙、鲍比·泰奇（Bobby Tench）、蜂鸟、托妮·罗勒和保罗·威廉姆斯。民间艺术家琼·贝兹、菲尔·奥克斯（Phil Ochs）和吉恩·克拉克也在1970年代为该公司录制了唱片。比利·普雷斯顿（Billy Preston）于1971年加入该公司，随后安德烈·波普和赫伯·奥塔于1973年加入。
20世纪60年代末，通过直接签约和授权协议，A&M将几位英国艺术家加入其名册，其中包括卡特·史蒂文斯、喬·科克爾、普洛柯哈伦、内脏馅饼（Humble Pie）, 费尔波特协定、Free、The Move、Strawbs和诡异的牙齿。20世纪70年代，根据与Ode Records的生产和发行协议，A&M发行了卡洛尔·金和喜剧组合Cheech & Chong的专辑。当时其他著名的艺人包括拿撒勒、Y&T、管子, 冥河乐队、超级流浪汉、琼·艾玛崔汀、贝尔和詹姆斯（Bell & James）、克里斯·蒂伯（他在80年代取得了更大的主流成功）、瑞克·威克曼、奥扎克山敢死队、查克·曼焦恩、Squeeze和彼得·弗兰普顿。
1977年3月10日，在性手枪乐队被EMI放弃后，A&M签下了该乐队。然而，A&M在一周内就放弃了该乐队。在20世纪80年代，A&M凭借着一系列著名的艺人，保持了它的成功，其中包括夜半行军乐团（OMD）、亨利·巴多斯基、珍妮·杰克逊、警察乐队（The Police）、斯汀、约翰逊兄弟、法尔可、大西洋之星、加油合唱團、布莱恩·亚当斯、苏珊·薇格、Righeira、布兰达·拉塞尔、杰弗里·奥斯本、Oingo Boingo、人类联盟、奥扎克山敢死队、Sharon, Lois & Bram、安娜贝尔·兰姆、吉姆·戴蒙德、生命体征、约瑟夫·杰克逊和苏格兰摇滚乐队Gun。他们还通过与基督教音乐公司Myrrh的合作，将艾米·格兰特（Amy Grant）自1985年的《无人看守》（Unguarded）开始的新唱片，发行到主流市场，这也是她后来成为主流艺人取得突破的重要组成部分。
在成立10年之内，A＆M成为了世界上最大的独立唱片公司。
A&M的唱片最初由EMI的Stateside Records在英国代理发行，然后由Pye Records代理发行，一直持续到1967年。从1969年开始，A＆M设立了自己的英国基地，任命约翰·迪肯（John Deacon）为总经理，此职位一直持续到1979年。在澳大利亚，A&M由Festival Records代理发行，一直持续到1989年。A&M Records有限公司（A&M Records Ltd.）成立于1970年，由欧洲的其他唱片公司负责分销。加拿大A&M Records有限公司（A&M Records of Canada Ltd.）成立于1970年，A＆M Records欧洲办事处也于1977年在法国巴黎成立。1979年，A＆M在美国与RCA唱片签订了分销协议，并在其他许多国家与哥伦比亚唱片签订了分销协议。
多年来，A&M公司增加了一些子公司负责出版不同音乐类型的专辑：Almo Sounds；Omen Records（1964–1966）用于发行灵魂乐；Horizon Records（1974–1978）用于发行爵士乐；AyM Discos用于发行拉丁美洲音乐；Vendetta Records（1988–1990）用于发行舞曲；Tuff Break Records（1993–1995）用于发行嘻哈音乐。

### 被宝丽金收购
A＆M于1989年被宝丽金（PolyGram）以5亿美元的价格收购。阿尔佩和莫斯继续管理该品牌，直到1993年。1998年，阿尔佩和莫斯起诉宝丽金违反诚信条款，最终以PolyGram额外支付2亿美元达成和解。
1991年，A&M与制作团队Jimmy Jam and Terry Lewis合资成立了Perspective Records。Jam和Lewis在1997年辞去了公司的首席执行官一职，但他们仍然担任顾问。

### 环球音乐集团与Interscope Geffen A&M合并
1998年，宝丽金被Seagram收购，并并入环球音乐集团
1999年1月，拉布雷亚大街上的A&M地段被关闭。A＆M解雇了170名员工。公司关门时，员工用黑色横幅包裹住公司的商标，表示公司已经死亡。作为对此事的回应，Al Cafaro表示，

| This isn't about Universal or Seagram. The record business is changing fundamentally. Don't think that there are calm seas on the other side of this threshold. If the quake that devoured A&M and Geffen is a 6.0 on the Richter scale, there is a 7.0 coming in this industry. It's a Wall Street world now. Get ready. | 这与Universal或Seagram无关。唱片业正在发生根本性的变化。不要以为在这个门槛的另一边有平静的大海。如果说吞噬A&M和Geffen的地震的里氏震级是6.0级，那么这个行业将迎来7.0级（的地震）。现在是华尔街的世界。做好准备。 |

2007年2月，总部位于纽约，曾隶属于Sony BMG的Octone Records转移到环球音乐集团，并更名为A＆M/Octone。由Diener担任A＆M/Octone的首席执行官和总裁。
经过6年的成功运作，2013年9月，Octone启动了对合资公司的买卖权，结果Interscope Geffen A&M收购了Octone Records在A&M/Octone合资公司剩余的50％的股份。

## 附属和关联公司
- 1500 Records（1998–2001）
- A&M Octone Records（英语：Octone Records）（2007-2014）
- Antra Records（英语：Antra Records）（1998）
- AM PM Records（英语：AM PM Records）（1990–2002）
- Breakout Records（1987–1990）
- CTI Records（英语：CTI Records）（1967–1970）
- Cypress Records（英语：Cypress Records）（1988–1990）
- Dark Horse Records（英语：Dark Horse Records）（1974–1976）
- Delos International（1988–1990）
- Denon（日语：デノン）（1988–1992）
- Ric Wake（英语：DV8 Records）（1995–1998）
- Flip Records（1996–1998）
- Gold Mountain Ltd.（1983–1985）
- Heavyweight Records（1998）
- Hollywood Records（1995-1999）
- I.R.S. Records（英语：I.R.S. Records）（1979–1985）
- Nimbus Records（英语：Nimbus Records）（1987–1990）
- Ode Records（英语：Ode Records）（1970–1975）
- 宝丽多唱片（1995–2000）
- Rap-A-Lot Records（英语：Rap-A-Lot Records）（1988）
- Shelter Records（英语：Shelter Records）（In Great Britain, early 1970s）
- Tabu Records（英语：Tabu Records）（1991–1993）
- Tuff Break Records（1993–1995）
- TwinTone（英语：TwinTone）（1987–1989）
- T.W.Is.M（1996–1998）
- Vendetta Records（1988–1991）
- Windham Hill Records（英语：Windham Hill Records）（1982–1985）
- Word Records（英语：Word Records）（1985–1990）

## 发行的戏剧电影
- 早餐俱乐部（1985年，与环球影业和休斯娱乐公司（英语：Hughes Entertainment）联合制作）
- 再见人生（1985年，与CBS戏剧电影（英语：CBS Theatrical Films）联合制作，由华纳兄弟影业发行）
- 一个疯狂的夏天（英语：One Crazy Summer）（1986年，与华纳兄弟影业联合制作）